# Polytrichum cuspidatum
Polytrichum cuspidatum là một loài Rêu trong họ Polytrichaceae. Loài này được (Besch.) Kindb. miêu tả khoa học đầu tiên năm 1888.